# Runensteine an der Kirche von Lena

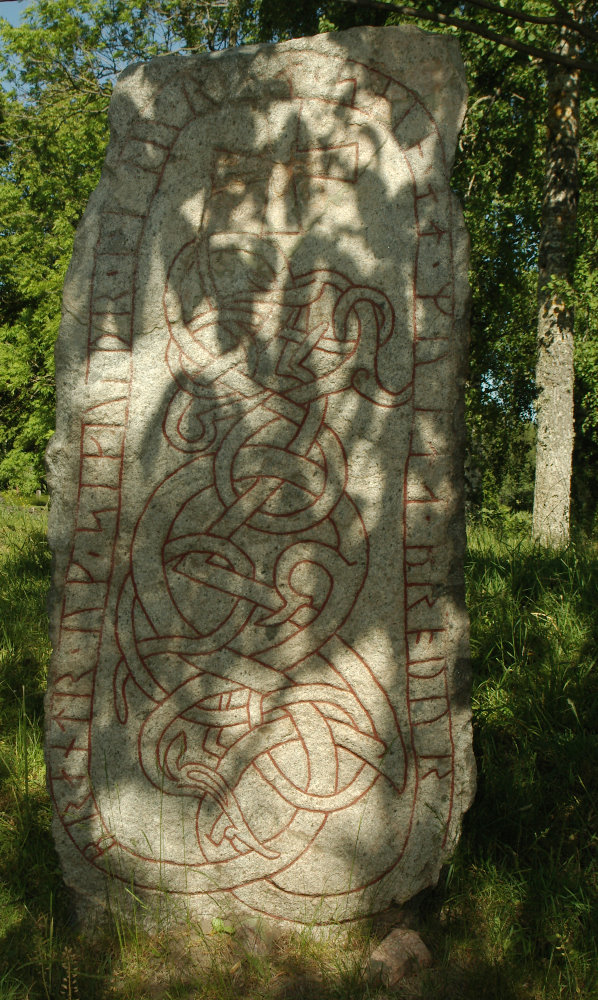
Runenstein U 1026

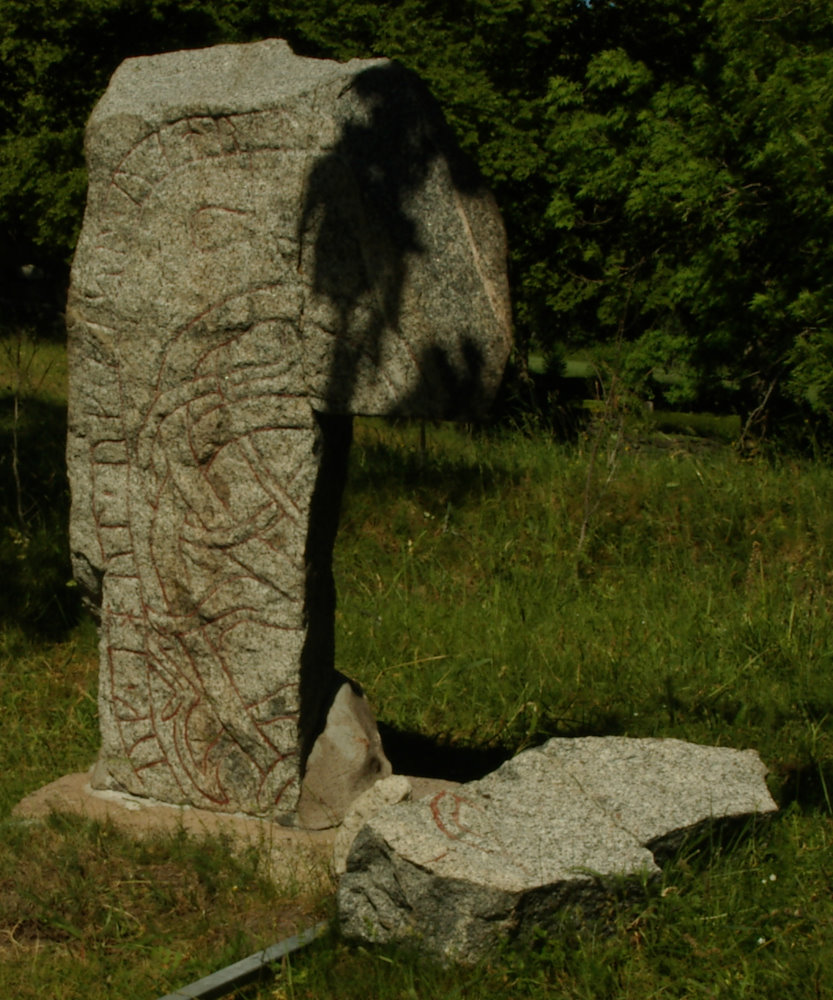
Runenstein U 1027

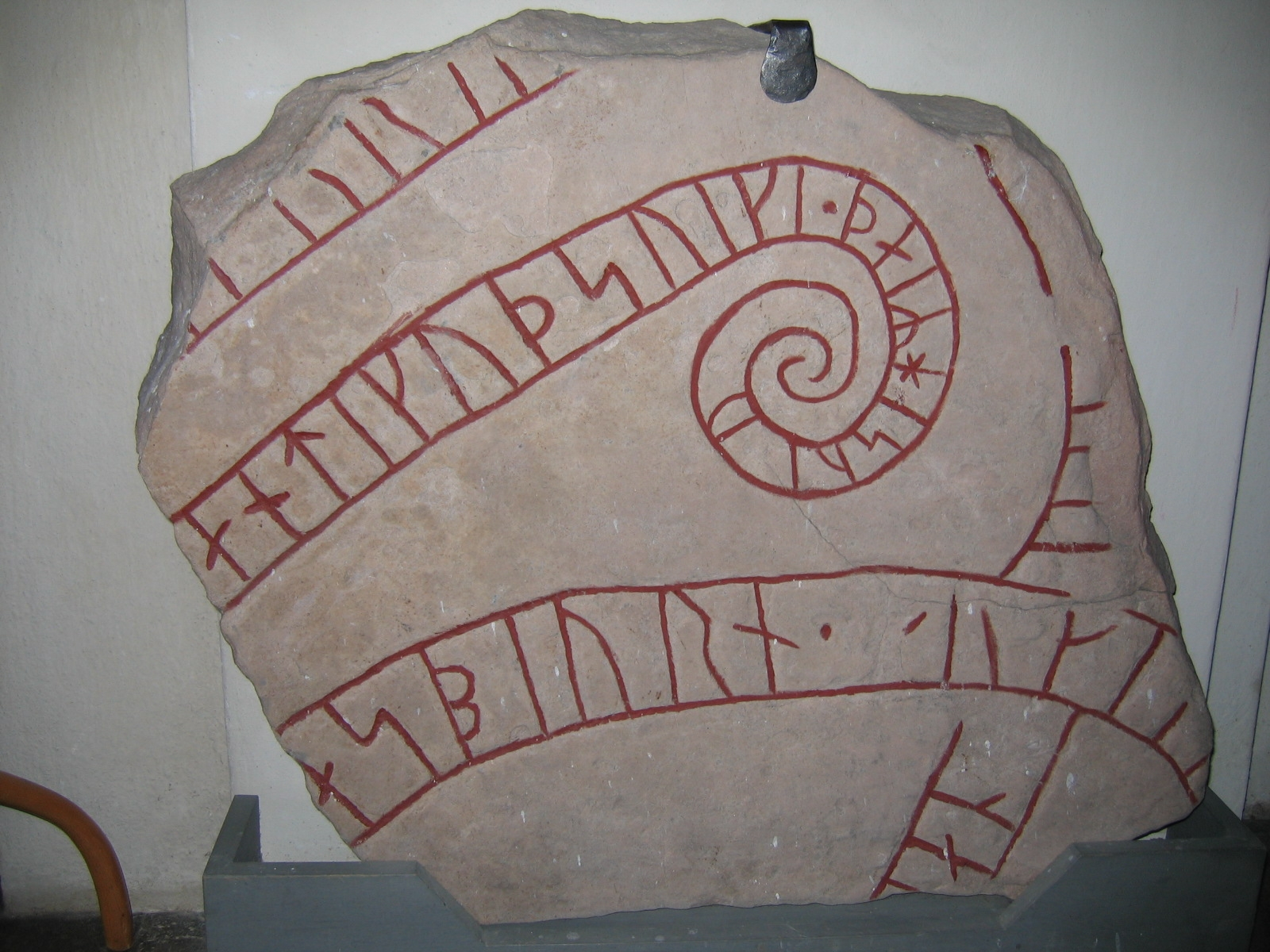
Runenstein U 1028

Die Runensteine an der Kirche von Lena befinden sich südlich von Lena bei Vattholma in Uppland in Schweden.

## Runenstein U 1026
Der Runenstein U 1026 befindet sich etwa 150 Meter südlich der Kirche am Rand des Hügels, auf dem die Kirche steht. Daneben steht U 1027.
Anfang des 17. Jahrhunderts wurde der Stein an der Innenseite der nördlichen Friedhofsmauer entdeckt. Er wurde aus der Mauer geholt und 1864 von Richard Dybeck (1811–1877) zusammen mit U 1027 und U 1028 an der heutigen Stelle aufgestellt. U 1028 kam jedoch später ins Karnhaus der Kirche. 1951 wurde der umgestürzte Stein neu aufgerichtet.
Der Stein aus grauem Granit ist 1,6 Meter hoch und 0,7 Meter breit. Die Oberfläche ist flach und glatt. Die Ritzungen im Runensteinstil Pr 4 sind tief und klar, mit breiten abgerundeten Linien.
Der Text lautet: „brantr ' uk ' sihuiþr ' litu ' risa ' stin ' at ' munta ' broþur“
Übersetzt: „Brandr und Sigvidr ließen den Stein für Munda, ihren Bruder errichten“.

## Runenstein U 1027
Der Runenstein U 1027 befindet sich etwa 150 Meter südlich der Kirche am Rand des Hügels, auf dem die Kirche steht. Daneben steht U 1026.
Der Stein besteht aus einem Fragment, das etwa die linke Hälfte des ursprünglichen Steins bildete. Ein kleineres Fragment, das den oberen Teil der rechten Seite des Steins bildet, ist mit dem linken Fragment verbunden. Neben den zusammengefügten Teilen befinden sich zwei kleinere Fragmente, die nicht zu den anderen, aber zueinander passen.
Der Stein besteht aus blaugrauem Granit. Es ist 1,16 Meter hoch und seine größte Breite, einschließlich des oberen Fragments, beträgt 0,72 Meter. Die Ritzungen im Runensteinstil Pr 4 sind tief und klar.
Richard Dybeck beschrieb in seiner Reisegeschichte aus dem Jahr 1864, wie der vorher unbekannte Stein bei Reparaturen unter dem Boden in der Kirche von Lena gefunden wurde. Er stellte fest, dass der Stein von den Arbeitern zertrümmert war und nur ein größeres und einige kleinere Bruchstücke übrig waren. Der Stein wurde zusammen mit den Fragmenten von U 1028 und dem Runenstein U 1026 an die jetzige Position verbracht.
Der erhaltene Text lautet: „… [(n) '] uk ' ihul ' uk ' gisl ' uitr ' li …“
Übersetzt: „… und Igul und Gisl und Önd (?) lassen …“

### Neufund zu U 1027
Als man 2018 im Langhaus den Boden neu verlegte, stieß Anna Ölund unter dem alten Holzfußboden auf ein Granitfragment. Es enthielt einen Teil in einer Schlinge und die drei Runen „… tu ∙ a …“ Als es gegen den Runenstein U 1027 gedrückt wurde, stellte sich heraus, dass es perfekt dazu passte und den Satz „… und Igel und Gisl und Önd läto…“ vervollständigt. Die  Fortsetzung a… bedeutet, dass die übliche Phrase „resa stenen“ nicht verwendet wurde, aber wahrscheinlich „agua“, eine Formulierung, die auf einigen Runensteinen vorkommt, aber häufiger bei Schnitzereien auf Runenblöcken, die natürlich nicht „aufgerichtet“ wurden.

## Runenstein U 1028
U 1028 steht an der inneren Mauer im Karnhaus der Kirche. Der Stein besteht aus hellgrauem Kalkstein, was für uppländische Runensteine ungewöhnlich ist. Der Stein war ursprünglich 2,0 bis 2,5 Meter hoch. Er ist jetzt 0,73 Meter hoch und 0,82 Meter breit. Die Inschrift war wesentlich länger. Die Ritzungen waren ursprünglich tief und klar, sind jedoch abgewittert und vor allem auf der rechten Seite schwer lesbar.
Der Text lautet: „… asbiurn • (a)uk i[n]-… … …--[k](u)r(u)… …---…na-… …anti kuþ suiki • þa iR h[a] sui[k]u“
Übersetzt: „Åsbjörn und … Land (?). Gott hat die verraten, die ihn verraten haben.“

### Neufund zu U 1028
2018 wurde bei der Umgestaltung der Friedhofsmauer ein kleines Stück des Steins gefunden. Das neue Fragment passt nicht zum älteren, aber aufgrund der Dicke des Steins konnte eine Zuordnung vorgenommen werden. Das größere Fragment ist auf der linken Seite 12 cm und auf der rechten 9 cm dick. Das kleine Fragment hat eine Dicke von 10 bis 11,5 cm. Der Neufund sollte daher nach rechts oben gehören, und zwar auf dieselbe Höhe wie die gleiche Schlingendarstellung auf der linken Seite.
Die unvollständige Inschrift „… anua …“ gibt kaum Hinweise zur Interpretation, aber wahrscheinlich handelt es sich um einen Namen, möglicherweise den weiblichen Vornamen Rannvæig. Im Zusammenhang mit der Entdeckung des kleineren Fragments wurde außerhalb der Schleife am aufgewickelten Schwanz der Schlange eine zuvor nicht erkannte n-Rune entdeckt. Sie wurde wahrscheinlich nachträglich hinzugefügt, um den Text zu korrigieren, da eine Rune vergessen wurde.

## Runenstein U 1029

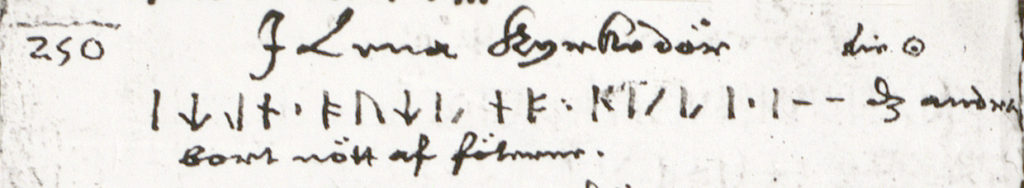
Abzeichnung der Runen auf U 1029 durch Johannes Bureus, Anfang des 17. Jahrhunderts

Anfang des 17. Jahrhunderts stellte Johannes Bureus (1568–1652), Schwedens erste Reichsantiquar (schwedisch Riksantikvarie), fest, dass sich an der Schwelle zwischen dem Langhaus und dem damaligen Karnhaus eine sehr schwache Schnitzerei befand. Der lange verloren geglaubte Stein, der in den Runeninschriften Schwedens die Bezeichnung U 1029 trägt, wurde 2018 bei den Arbeiten an der Kirche teilweise freigelegt.